# Faruk Yiğit
Faruk Yiğit (Trebisonda, 15 aprile 1966) è un ex calciatore turco, di ruolo attaccante.

## Statistiche

### Cronologia presenze e reti in Nazionale
| Cronologia completa delle presenze e delle reti in nazionale ― Turchia | Cronologia completa delle presenze e delle reti in nazionale ― Turchia | Cronologia completa delle presenze e delle reti in nazionale ― Turchia | Cronologia completa delle presenze e delle reti in nazionale ― Turchia | Cronologia completa delle presenze e delle reti in nazionale ― Turchia | Cronologia completa delle presenze e delle reti in nazionale ― Turchia | Cronologia completa delle presenze e delle reti in nazionale ― Turchia | Cronologia completa delle presenze e delle reti in nazionale ― Turchia |
| Data                                                                   | Città                                                                  | In casa                                                                | Risultato                                                              | Ospiti                                                                 | Competizione                                                           | Reti                                                                   | Note                                                                   |
| ---------------------------------------------------------------------- | ---------------------------------------------------------------------- | ---------------------------------------------------------------------- | ---------------------------------------------------------------------- | ---------------------------------------------------------------------- | ---------------------------------------------------------------------- | ---------------------------------------------------------------------- | ---------------------------------------------------------------------- |
| 27-02-1991                                                             | Smirne                                                                 | Turchia                                                                | 1 – 1                                                                  | Jugoslavia                                                             | Amichevole                                                             | -                                                                      | 70’                                                                    |
| 27-03-1991                                                             | Tunisi                                                                 | Tunisia                                                                | 0 – 0                                                                  | Turchia                                                                | Amichevole                                                             | -                                                                      | 65’                                                                    |
| 17-04-1991                                                             | Varsavia                                                               | Polonia                                                                | 3 – 0                                                                  | Turchia                                                                | Qual. Euro 1992                                                        | -                                                                      | 79’                                                                    |
| 12-02-1992                                                             | Adana                                                                  | Turchia                                                                | 1 – 1                                                                  | Finlandia                                                              | Amichevole                                                             | -                                                                      | 65’                                                                    |
| 09-04-1996                                                             | Baku                                                                   | Azerbaigian                                                            | 0 – 1                                                                  | Turchia                                                                | Amichevole                                                             | -                                                                      | 82’                                                                    |
| 01-05-1996                                                             | Samsun                                                                 | Turchia                                                                | 3 – 2                                                                  | Ucraina                                                                | Amichevole                                                             | 1                                                                      | 68’                                                                    |
| 29-05-1996                                                             | Tallinn                                                                | Estonia                                                                | 0 – 0                                                                  | Turchia                                                                | Amichevole                                                             | -                                                                      | 46’                                                                    |
| 14-08-1996                                                             | Istanbul                                                               | Turchia                                                                | 2 – 0                                                                  | Moldavia                                                               | Amichevole                                                             | -                                                                      | 73’                                                                    |
| Totale                                                                 |                                                                        | Presenze                                                               | 8                                                                      |                                                                        | Reti                                                                   | 1                                                                      |                                                                        |